# Ashton Collins
Pour les articles homonymes, voir Collins.
Ashton Collins (né le 14 février 1984 à La Nouvelle-Orléans) est un athlète américain, pratiquant le 400 mètres.

## Biographie
Collins s'est mesuré entre 2002 et 2003, avec réussite, à Jeremy Wariner, le champion olympique et du monde en titre avant que ce dernier ne soit connu au niveau mondial.

### Palmarès
| Date | Compétition                        | Lieu       | Résultat | Épreuve   | Performance   |
| ---- | ---------------------------------- | ---------- | -------- | --------- | ------------- |
| 2002 | Championnats du monde juniors      | Kingston   | 1er      | 4 x 100 m | 38 s 92       |
| 2002 | Championnats du monde juniors      | Kingston   | 1er      | 4 x 400 m | 3 min 03 s 71 |
| 2003 | Championnats panaméricains juniors | Bridgetown | 1er      | 400 m     | 45 s 59       |
| 2003 | Championnats panaméricains juniors | Bridgetown | 1er      | 4 x 100 m | 39 s 29       |
| 2003 | Championnats panaméricains juniors | Bridgetown | 1er      | 4 x 400 m | 3 min 02 s 88 |

- Champion junior des États-Unis sur 400 m le 22 juin 2003 à Palo Alto, Californie en 45 s 64[1].

## Records personnels
- 400 mètres : 45 s 59, le 19 juillet 2003